# David Thorne

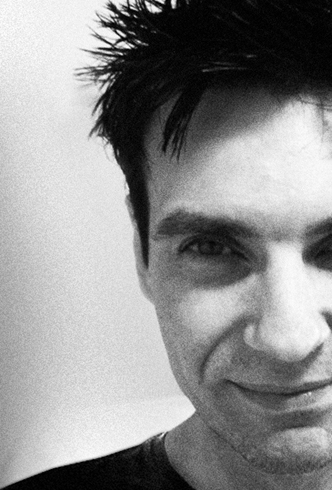
David Thorne

David Thorne é um humorista, satirista, designer gráfico e escritor australiano. Tornou-se conhecido na internet em 2008 devido a uma troca de e-mails onde tenta pagar uma conta vencida com o desenho de uma aranha de sete pernas. As mensagens foram amplamente reproduzidas em redes sociais e através de correntes de e-mail, levando a uma explosão de visitas em seu website, 27b/6. A página apresenta uma coleção humorística de artigos e e-mails sobre a própria vida de Thorne, que em 2009 acabaram reunidas no livro The Internet is a Playground.
O desenho da aranha em si tornou-se tão popular que foi à leilão no eBay, onde recebeu um lance de 10,000 dólares. O usuário que fez a oferta retirou-a posteriormente, alegando que nunca teve intenção de pagar. O e-mail da aranha foi apresentado em diversos programas de televisão e rádio, como Have I Got News for You da BBC no Reino Unido e Late Show with David Letterman nos Estados Unidos. Um artigo com detalhes sobre a mensagem foi votada a notícia mais popular da Austrália em 2008, onde recebeu cinco vezes mais acessos do que qualquer outra notícia daquele ano.
Thorne, que vive atualmente em Adelaide, Austrália Meridional, declarou ser um grande fã de outros satiristas do mundo virtual, como George Ouzounian (mais conhecido como Maddox), Ross Amorelli e Mil Millington, afirmando que todos eles foram uma "fonte constante de divertimento nos últimos anos". Uma parcela significante do humor de Thorne é autodepreciativa e diz respeito com frequência a sua família e parceiros de trabalho.

## Obras publicadas
- The Internet is a Playground (2009)
- I'll Go Home Then, It's Warm and Has Chairs (2012)